# 姚继元
姚继元（1938年11月—），男，安徽巢县人，中华人民共和国政治人物，曾任贵州省人民政府副省长、党组成员，贵州省政协副主席。